# Tirídates III de Armenia
Tirídates III de Armenia (en armenio Տրդատ Գ) fue un rey de Armenia de (287 a 298).
Tirídates III es un rey arsácida de Armenia, hijo de Tirídates II de Armenia, que reina a continuación de su hermano Cosroes II sobre la Armenia occidental de 287 a 293 en oposición a los sasánidas, y después sobre la Armenia reunificada por los romanos a partir de 293. Tiene como sucesor a su sobrino Tirídates IV con el cual es confundido a menudo por los historiadores armenios antiguos.